# (7297) 1992 UG
(7297) 1992 UG là một tiểu hành tinh vành đai chính. Nó được phát hiện bởi Atsushi Sugie ở Dynic Astronomical Observatory Nhật Bản, ngày 21 tháng 10 năm 1992.